# کوه پوروشیری
کوه پوروشیری (به ژاپنی: 幌尻岳) یا هوروشیری یک کوه با ارتفاع ۲۰۵۲ متر در هوکایدو ژاپن است این کوه بلندترین کوه در منطقه هوکایدو است و یکی از ۱۰۰ کوه معروف ژاپن است.